# Євроанглійська
Євроанглійська або європейська англійська, менш відома як англійська ЄУ (англ. Euro English, European English, EU English, EU Speak) — піджин діалекту англійської мови, заснований на поширених невірних перекладах і технічному жаргоні в Європейському Союзі та на рідних мовах його нерідного англомовного населення. Застосовується здебільшого серед співробітників ЄС, емігрантів з країн ЄС, молодих міжнародних мандрівників (наприклад, студентів, що обмінюються за програмою Еразмус), європейських дипломатів, а іноді й інших європейців, які використовують англійську як другу або іноземну мову (особливо континентальних європейців).

## Історія
Використання англійської мови в Європі прогресувало протягом XIX століття, коли Британська імперія успадкувала колонії в материковій частині Європи, такі як Мальта, Кіпр, Гібралтар, Менорка, Геліголанд та Іонічні острови, останні три в сучасній Іспанії, Німеччині та Греції.
Термін «євроанглійська» вперше був використаний Карстенсеном в 1986 році для позначення прийняття англіцизмів у Європі.
Розширення Європейського Союзу протягом декількох десятиліть поступово зменшило вплив двох робочих мов ЄС (німецької та французької). Розвиток програми Еразмус створив новий клас мобільних європейців, яким потрібна була мова франка для спілкування по всій Європі.
Питання про те, чи привласнення англійської мови іноземними мовами в континентальній Європі породжує потенційну європейську різновидність англійської мови, досі не вирішене. Моллін відкинув євроанглійську, як різновид англійської. За Форчем, багато особливостей, які, як вважають, є характерними для євроанглійської мови, можна визначити як помилки учнів, хоча існують певні тенденції до активізації.
Британська англійська під сильним впливом та домінуванням євроанглійської мови, оскільки Сполучене Королівство було членом ЄС між 1973 і 2020 роками. Однак вихід Британії на початку 2020 року означає, що сфера дії ЄС рідних англійських діалектів здебільшого була зменшена до різновидів гіберно-англійської мови, якою розмовляють в Республіці Ірландія; одне джерело вважає, що це дасть можливість романським мовам мати більший вплив на євроанглійську.

## Євроанглійська в комп'ютерах
Проєкт Unicode Common Locale Data Repository Data склав/визначив «en-150» для англійської мови в Європі.

## Вплив
Євроанглійська має два впливи: top-down і bottom-up.
Вплив «зверху вниз» походить з Посібника зі стилю англійської мови, виданого Європейською комісією, який рекомендує способи використання англійської мови в письмових офіційних документах. В цілому він дотримується стандартної британської англійської, а якщо вона має альтернативи, то він має рішення, наприклад, рекомендує написання judgment, а не judgement.
Вплив «знизу вгору» походить від уподобань людей. Звіт за 2012 рік виявив, що 38 % громадян ЄС говорять англійською мовою як іноземною.
Деякі слова мають множину з фінальними буквами s в євроанглійській мові, наприклад, «informations» та «competences», щоб відповідати подібним словам в європейських мовах (наприклад, «informations» і «compétences» у французькій мові), тоді як ця плюралізація неправильна у британській або американській англійській мові.
Також у європейській англійській мові є слова, що мають значно ширший діапазон значень, аніж у рідній англійській мові (наприклад, «actor», «axis», «agent»).

## Керівництво стилем ЄС DGT
Генеральний директорат з питань перекладів ЄС має стилістичний посібник з англійської мови, який допомагає писати чіткою та зрозумілою звичайною англійською мовою. Цей посібник базується на англійській мові, якою розмовляють в Ірландії та Великої Британії, відомій як британська англійська. Він не вважається керівництвом для окремої англійської мови ЄС, яка відрізняється від справжньої англійської, але згадує специфічну для ЄС термінологію як відмінну рису.
Він надає перевагу британській англійській мові перед американською, але рекомендує уникати дуже розмовних британських термінів. Цей посібник зі стилю визначає роздільник тисяч як пробіл або як кому, а множину євро як «euro».

## Глосарій ЄС
Багато років існування ЄС призвели до появи специфіки англійської мови в ЄС.

## Граматика
Іншомовні англомовні часто відмовляються від суфікса (-s) третьої особи однини. Наприклад: he often call meetings.

## Словниковий запас
| Стандартна англійська                                                             | Євроанглійська                                           | Тлумачення |
| --------------------------------------------------------------------------------- | -------------------------------------------------------- | --- |
| Tourist, used attributively                                                       | Touristic                                                | Touristic не використовується зазвичай для опису місць, що обслуговують туризм, на відміну від його споріднених слів іншими європейськими мовами (напр. французькою touristique, нідерландською toeristisch, німецькою touristisch, іспанською/португальською/галісійською turístico, каталонською turístic, італійською turistico, польською turystyczny, сербо-хорватською/македонською turístički). |
| Last October I had the opportunity to attend a workshop.                          | Last October I had the possibility to attend a workshop. | Використовується в романських мовах, але походить із possibilité французькою, що може означати «можливість»; та етимологія англійського слова possibility походить від (старої) французької. |
| That Mercedes is my dentist's car.                                                | That Mercedes is the car of my dentist.                  | Присвоює романські мови. Наприклад: La voiture de mon dentiste французькою, L'auto del mio dentista італійською, O carro do meu dentista португальською, El coche de mi dentista іспанською. |
| Current                                                                           | Actual                                                   | Англійський прикметник actual зазнав семантичного зрушення і зараз є фальшивим другом перекладача (німецькою aktuell, нідерландською actueel, французькою actuel, румунською/іспанською/каталонською/галісійською actual, португальською atual, італійською attuale, чеською aktuální, польською aktualny). |
| Possibly                                                                          | Eventually                                               | Англійський прикметник eventual зазнав семантичного розширення (когната в французькій éventuel, німецькій eventuell, італійській eventuale, польській ewentualny, данській eventuelt, нідерландській eventueel). |
| To plan (for), include, provide (for)                                             | To foresee                                               | Французькою prévoir, італійською prevedere, нідерландською voorzien, німецькою vorsehen (für) |
| We are offering a challenging position in our unit.                               | We propose a challenging position in our unit.           | proposer французькою і proporre в італійській означає «to offer» або «to suggest». |
| There were two of us at the party.                                                | We were two at the party.                                | Особистий займенник, який ми використовуємо в романській та германській мовах, і необхідний у слов'янських мовах (через відмінювання). |
| What is it called?; what do you call it?                                          | How is it called?; how do you call it?                   | Багато європейських мов використовують how, а не what у їх еквівалентних конструкціях: італійською Come si chiama?, німецькою Wie heißt es?, французькою Comment ça s'appelle?, польською Jak to się nazywa?. |
| Please, enter your PIN code below.                                                | Please, introduce your PIN code below.                   | introduire французькою може означати «to insert» або «to type in», те саме в португальській с introduzir чи в іспансткій з introducir. (Англійське introduce зрештою походить від латинського introducere) |
| In the end I am staying in France.                                                | Finally I am staying in France.                          | Finally зазвичай не використовується для опису остаточного рішення. Іспанською finalmente, французькою finalement, італійською finalmente. |
| On the other hand                                                                 | On the other side                                        | Зазвичай використовується носіями романської мови. Також порівняйте німецькою andererseits, нідерландською anderzijds, шведською å andra sidan і сербо-хорватською s druge strane. |
| Specify                                                                           | to precise or precision                                  | precisare італійською. |
| To have or possess.                                                               | Dispose of                                               | Have one's disposal мається на увазі користуватися безкоштовно. Невідомого походження, відоме використання: Essere a disposizione (дослівнодослівно: бути в розпорядженні) італійською. |
| Large or significant                                                              | Important                                                | Романські мови часто використовують important як великий або значний. |
| Commonly known as                                                                 | So-called                                                | Можливо, з німецької sogenannt. Див. також нідерландське zogenaamd. |
| Being opportune or opportuness                                                    | Opportunity                                              | Opportunity означає «the quality of being opportune». |
| Occasional or periodic                                                            | Punctual                                                 | Punctual використовується як point-by-point або from time to time. |
| Areas of expertise                                                                | Expertises                                               | Романські мови часто додають «s» в кінці незліченних іменників. |
| Monitor                                                                           | Control                                                  | contrôler французькою. |
| To attend                                                                         | To assist                                                | assister французькою, asistir іспанською. |
| To encourage                                                                      | To incite                                                | Невідоме походження, відоме використання: incitare італійською.[джерело?] |
| The principle that legal decrees should be enacted as close to people as possible | Subsidiarity                                             | Лексика, специфічна для ЄС; порівняйте німецьке Subsidiarität чи нідерландське subsidiariteit. |
| Bureaucracy                                                                       | Berlaymont                                               | Посилаючись на будівлю Берлеймонта, штаб-квартиру Європейської комісії. |
| Conditions                                                                        | Conditionality                                           | Використовується європейськими мовами. |
| Six months                                                                        | Semester                                                 | Використовується європейськими мовами. Дивіться, наприклад, німецьке Semester, нідерландське semester. |
| He has retired to his office                                                      | He has retired to his cabinet                            | Невідомо: Французькою мовою слово кабінет означає маленьку кімнату, що веде від більшої. |
| Deadline                                                                          | Delay                                                    | Невідомо: Можливо, від французького délai, використовується в цивільному кодексі, щоб дати термін для обчислення часового обмеження. Слово délai було використано у французькій мові Кретьєном де Труа, sans délai означає without deadline; в основу іменника покладено дієслово délaier (невизначеного походження)раніше використовувались в Couronnement Louis. Тим не менш, в англомовній версії Статті 50 Договору про Європейський Союз ані слово deadline не застосовується, ані слово delay, ані термін time limit. Просто стверджується: The Treaties shall cease to apply (...) two years after the notification (...) Більш конкретно, де французька оригінальна версія містить слово délai, англійська оригінальна версія містить слово period. |
| Planning                                                                          | Planification                                            | Сформована в наслідування романської мови; порівняйте французькою planification, іспанською planificación. |
| Committee procedure                                                               | Comitology                                               | Він утворився з неправильно написаного стебла (committee мало два m's, два t's) і суфікс -ology/logy маючи на увазі the science of або the study of. |
| Quality of being an actor                                                         | Actorness                                                | Actor + ness.[джерело?] |
| To refrain from doing something                                                   | To hop over                                              | Використовується в північноєвропейських країнах. |
| To be naive                                                                       | To be blue-eyed                                          | Використовується у північноєвропейських країнах (і розуміється в Німеччині). |
| To overcharge                                                                     | To salt                                                  | Використовується в північних країнах. |
| Domestic market                                                                   | Internal market                                          | Використовується для розрізнення торгівлі всередині ЄС від торгівлі всередині держави-члена. Внутрішній ринок ЄС відомий як single market. Французьке слово domestique уникається у французькій мові через деякі принизливі значення. |
| Guarantee                                                                         | Ensure                                                   | Переконайтесь, що хтось має те, що потрібно. Французьке слово garantie має специфічне юридичне значення у цивільному кодексі Франції. |
| Boss                                                                              | Hierarchical superior                                    | Краще пояснення ролі. |
| I come from Spain                                                                 | I am coming from Spain                                   | Граматика англійської мови змінилася в континентальній Європі[прояснити] |
| To treat (to pay for someone else's meal at a restaurant)                         | To invite                                                | Використовується європейськими мовами.[прояснити] |
| Deposit                                                                           | Caution                                                  | Наприклад, німецькою Kaution. |

Англійська множина слова euro вперше була визначена як euro без остаточного s, перш ніж стати euros з остаточним s.

## Подальше читання
- Англійська мова в Європейському Союзі — Світи англійської мови (2/4) [Архівовано 2 лютого 2021 у Wayback Machine.], Відкритий університет
- S.D. (30 вересня 2011). Euro-English: Blasting the bombast. The Economist. London. Архів оригіналу за 23 жовтня 2019. Процитовано 23 березня 2021.
- Ramsay, Anne (2001). Eurojargon: A Dictionary of the European Union (англ.). Fitzroy Dearborn Publishers.